# Éliab (Bible)
Éliab appartient à la famille des Pallouites qui descendent de Pallou fils de Ruben.

## Descendance d'Éliab
Éliab a trois fils Namuel, Dathan et Abiron.

## Dathan et Abiron
Dathan et Abiron sont les deux fils d'Éliab qui soutiennent le lévite Coré dans sa révolte contre Moïse et meurent,,,.